# Vascanthogona vicenteae
Vascanthogona vicenteae är en mångfotingart som beskrevs av Jean-Paul Mauriès och Barraqueta 1985. Vascanthogona vicenteae ingår i släktet Vascanthogona och familjen Anthogonidae. Inga underarter finns listade i Catalogue of Life.